# Estación de Rubén Darío
Rubén Darío es una estación de la línea 5 del Metro de Madrid. Está situada bajo el Paseo de Eduardo Dato, entre la glorieta de Rubén Darío y el Paseo de la Castellana.

## Historia
La estación fue inaugurada el 26 de febrero de 1970 junto con el resto de estaciones del tramo Callao-Ventas, que unía los dos tramos de la línea 5 previamente inaugurados, siendo puesta en servicio el lunes 2 de marzo del mismo año.

## Accesos
Vestíbulo Rubén Darío

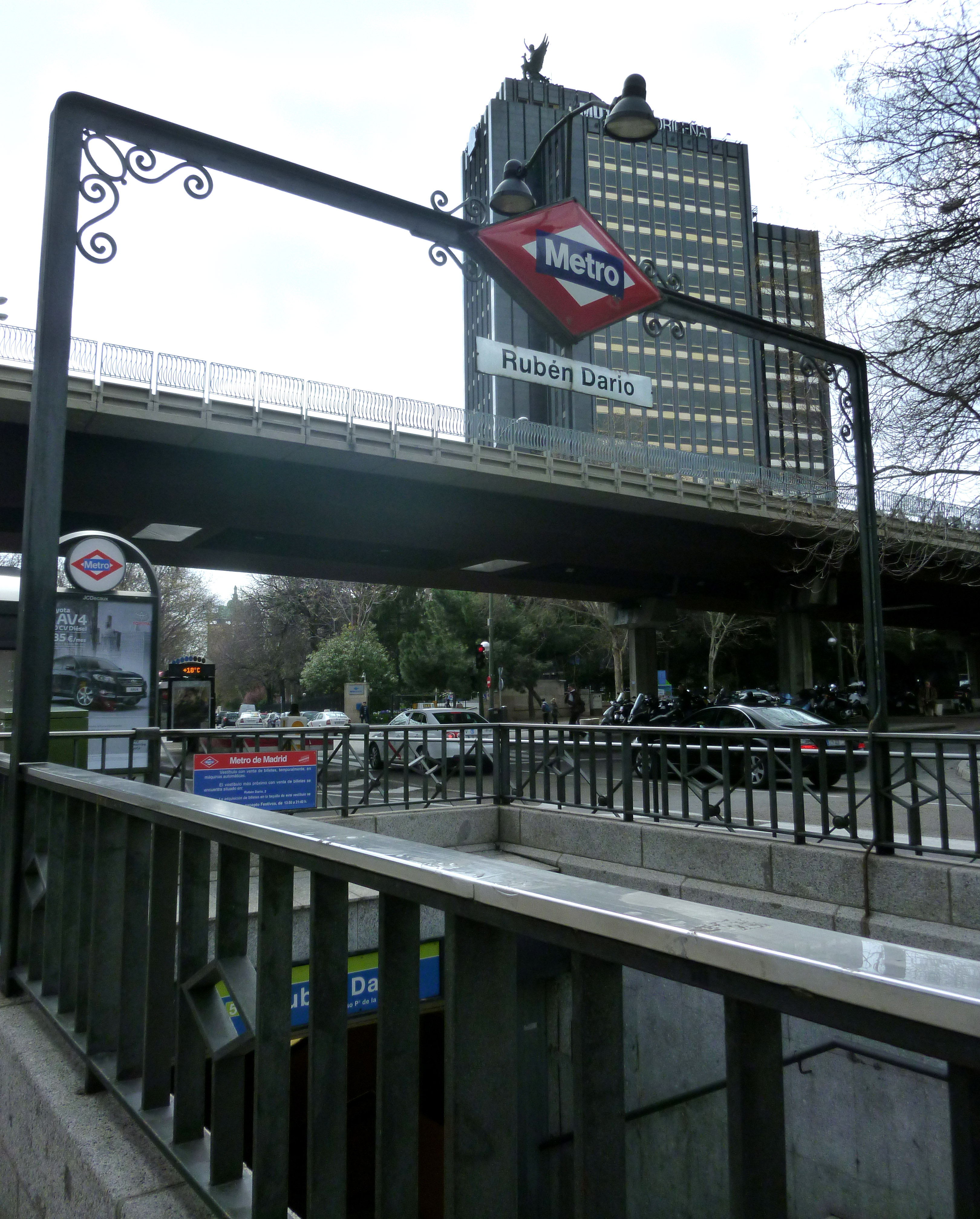
Acceso en Pº Castellana, 39.

- Almagro Pza. Rubén Darío, 2 (esquina Pº Eduardo Dato y C/ Almagro)
- Miguel Ángel Pza. Rubén Darío, 3 (esquina Pº Eduardo Dato y C/ Miguel Ángel)

Vestíbulo Castellana 
- Castellana Pº Castellana, 39 (esquina Pº Eduardo Dato)

## Líneas y conexiones

### Metro

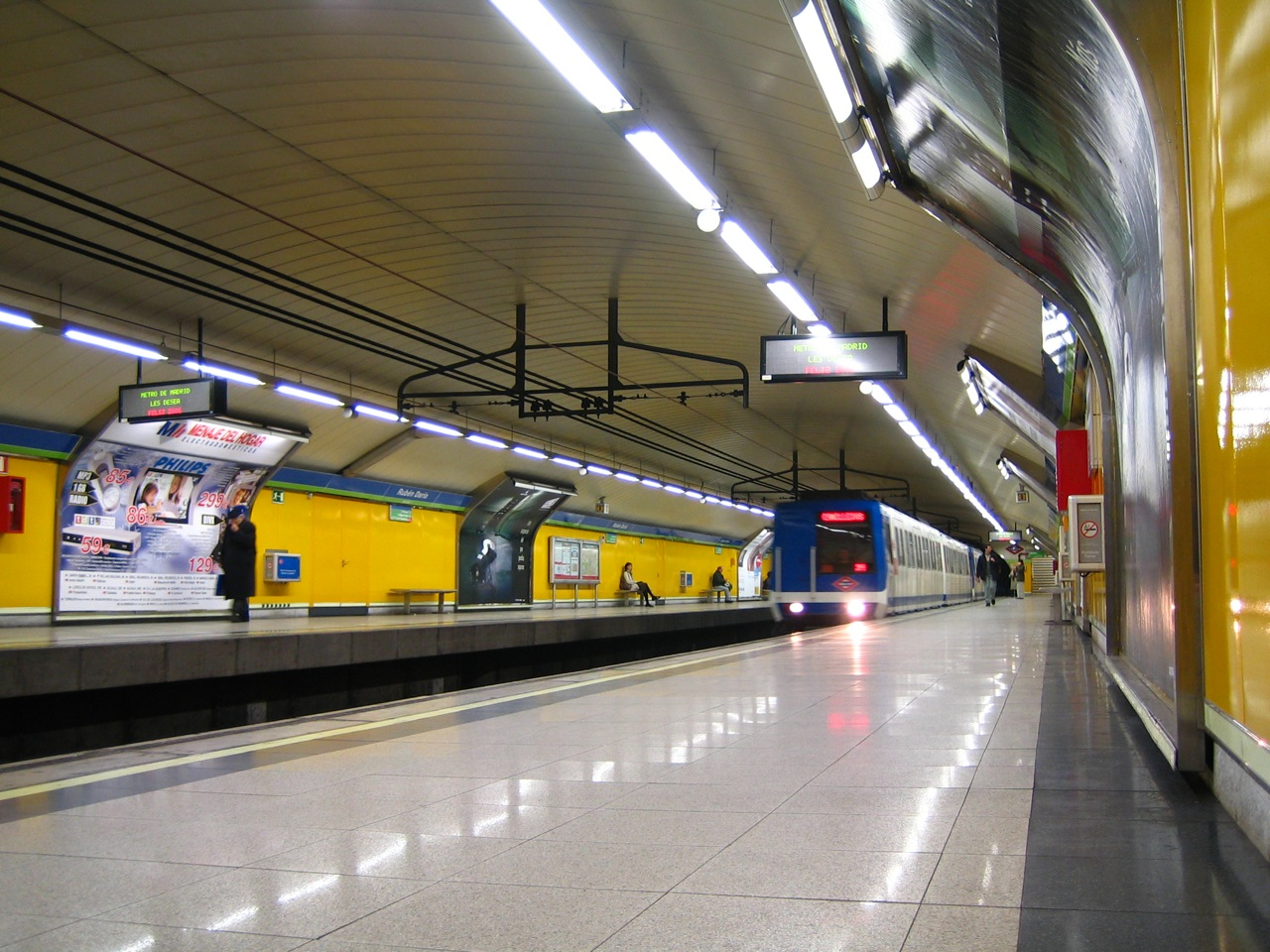
Andenes de la línea 5 en su versión original.

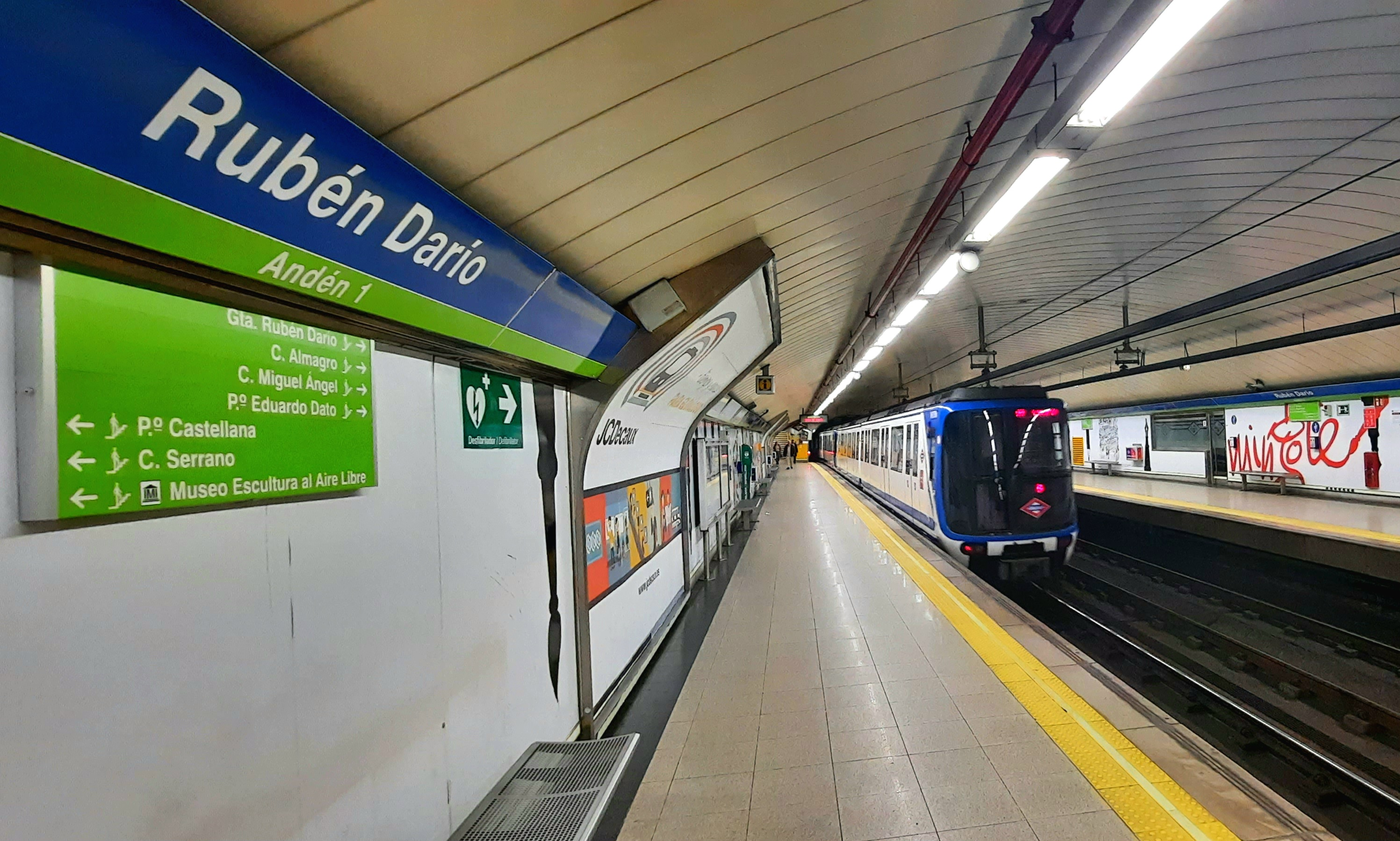
Andenes en la actualidad

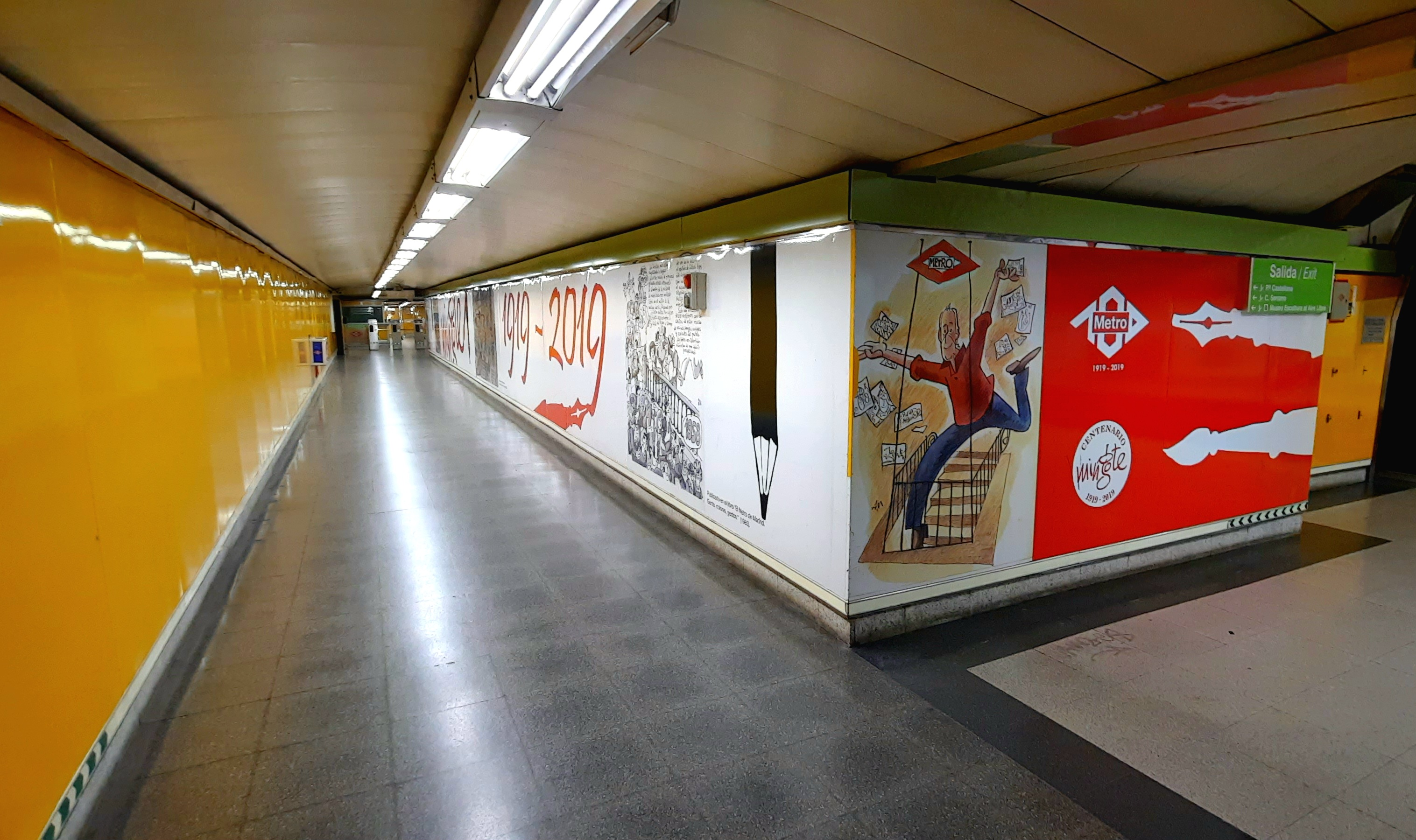
Mural de la estación

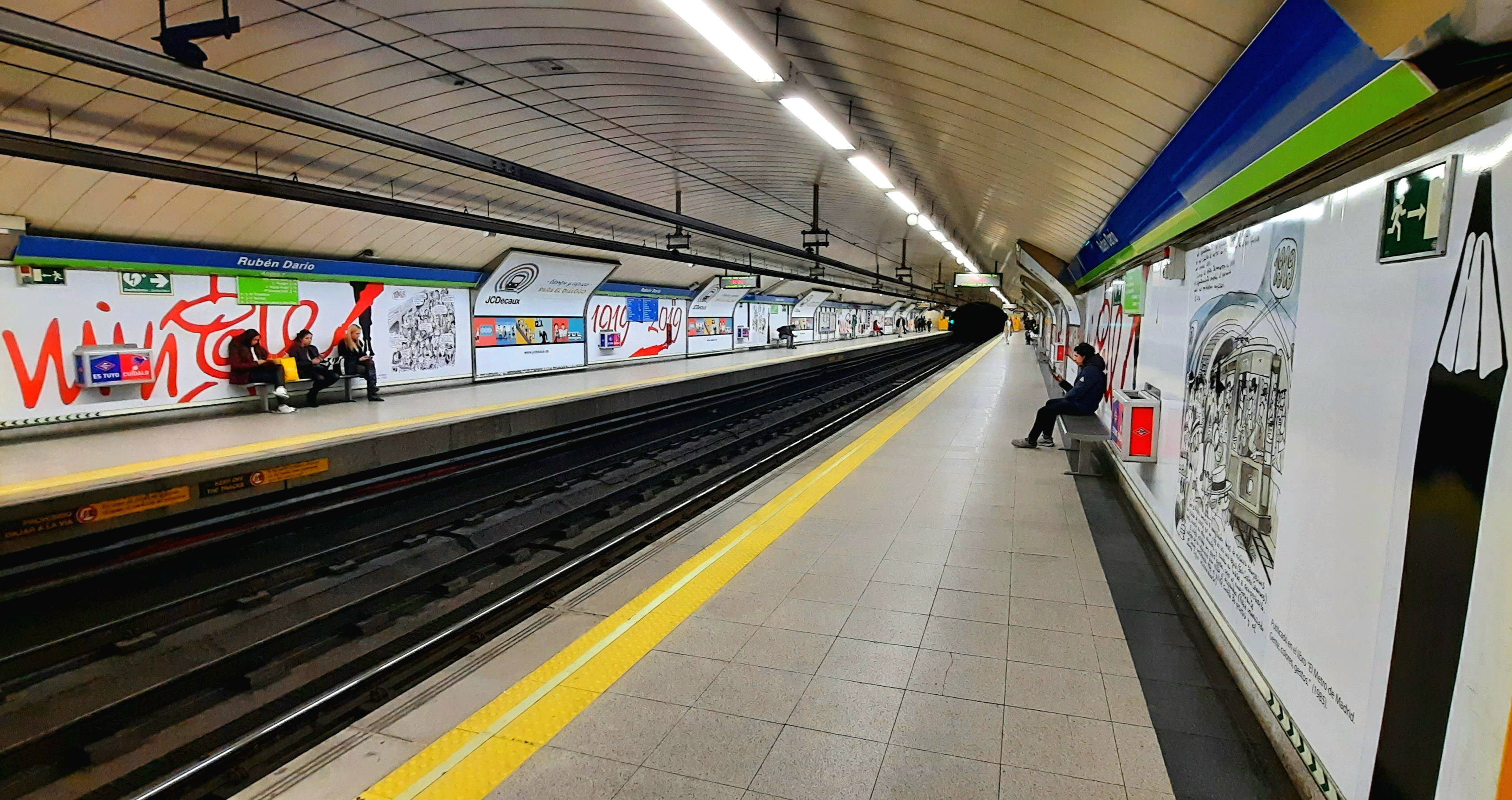
Andenes en su estado actual

| << cabecera      | < estación      | línea | estación >      | cabecera >>   |
| ---------------- | --------------- | ----- | --------------- | ------------- |
| Alameda de Osuna | Núñez de Balboa |       | Alonso Martínez | Casa de Campo |

### Autobuses
| Diurnos                                           |                              |                                       |
| Autobuses pasantes por el Paseo de la Castellana  |                              |                                       |
| Línea                                             | Destino                      | Parada                                |
| 5                                                 | Sol / Sevilla                | 59 CASTELLANA-RUBÉN DARÍO             |
| 14                                                | Plaza del Conde de Casal     | 59 CASTELLANA-RUBÉN DARÍO             |
| 27                                                | Glorieta de Embajadores      | 59 CASTELLANA-RUBÉN DARÍO             |
| 45                                                | Plaza de Legazpi             | 59 CASTELLANA-RUBÉN DARÍO             |
| 150                                               | Sol / Sevilla                | 59 CASTELLANA-RUBÉN DARÍO             |
| 5                                                 | Estación de Chamartín        | 60 CASTELLANA-RUBÉN DARÍO             |
| 14                                                | Avenida de Pío XII           | 60 CASTELLANA-RUBÉN DARÍO             |
| 27                                                | Plaza de Castilla            | 60 CASTELLANA-RUBÉN DARÍO             |
| 45                                                | Avenida de la Reina Victoria | 60 CASTELLANA-RUBÉN DARÍO             |
| 150                                               | Colonia Virgen del Cortijo   | 60 CASTELLANA-RUBÉN DARÍO             |
| Autobuses pasantes por la Glorieta de Rubén Darío |                              |                                       |
| Línea                                             | Destino                      | Parada                                |
| 40                                                | Alfonso XIII                 | 288 RUBÉN DARÍO (Pº Eduardo Dato, 12) |
| 147                                               | Barrio del Pilar             | 288 RUBÉN DARÍO (Pº Eduardo Dato, 12) |
| 40                                                | Tribunal                     | 316 RUBÉN DARÍO (C/ Miguel Ángel, 1)  |
| 147                                               | Plaza del Callao             | 316 RUBÉN DARÍO (C/ Miguel Ángel, 1)  |
| 7                                                 | Manoteras                    | 494 ALMAGRO-RUBÉN DARÍO               |
| 7                                                 | Plaza de Alonso Martínez     | 495 ALMAGRO-RUBÉN DARÍO               |
| Nocturnos                                         |                              |                                       |
| Autobuses pasantes por el Paseo de la Castellana  |                              |                                       |
| Línea                                             | Destino                      | Parada                                |
| N1                                                | Plaza de Cibeles             | 59 CASTELLANA-RUBÉN DARÍO             |
| N22                                               | Plaza de Cibeles             | 59 CASTELLANA-RUBÉN DARÍO             |
| N24                                               | Plaza de Cibeles             | 59 CASTELLANA-RUBÉN DARÍO             |
| N1                                                | Sanchinarro                  | 60 CASTELLANA-RUBÉN DARÍO             |
| N22                                               | Barrio de La Paz             | 60 CASTELLANA-RUBÉN DARÍO             |
| N24                                               | Las Tablas                   | 60 CASTELLANA-RUBÉN DARÍO             |